# Списак понтских краљева
Следи списак краљева Понта.

## Краљеви независногПонтског краљевства
- 302–266. п. н. е. - Митридат I од Понта, син Оронтобата, брата Митридата II
- 266–250. п. н. е. - Ариобарзан I Филоромеј, син Митридата I
- 250–220. п. н. е. - Митридат II, син Ариобарзана II
- 220–190. п. н. е. - Митридат III, син Митридата II
- 190–159. п. н. е. - Фарнак I од Понта, син Митридата III
- 159–150. п. н. е. - Митридат IV Филопатор, син Митридата III
- 150–121. п. н. е. - Митридат V од Понта Евергет, син Фарнака I
- 121– 63. п. н. е. - Митридат VI Понтски Евпатор Дионис, син Митридата V
- 121–113. п. н. е. - Митридат VII Хрест, син Митридата V
- 121–113. п. н. е. - Лаодика VI,
- 63–48. п. н. е. - Деиотар I Филоромеј, син Синорикса (цар Галатије 63–40. п. н. е.).
- 51–48, 63–48. п. н. е. - Деиотар II Филопатор, син Деиотара I

## Митрадити
- 48–47. п. н. е. - Фарнак II Босфорски, син Митридата VI

## Менодоти
- 47–47. п. н. е. - Митридат VIII Пергамски, син Менодота из Пергама

## Деитариди
- 47–40 до н.э.: Деиотар I Филоромеј, син Синорикса
- 47–43 до н.э.: Деиотар II Филопатор, син Деиотара I

## Митридатиди
- 39–37. п. н. е. - Дарије I Понтијски Понтијски, син Фарнака II
- 37–36. п. н. е. - Аршак I Понтијски, син Фарнака II

## Зеноиди
- 36– 8. п. н. е. - Полемон I Сотер, син ритора Зенона из Лаодикије
- 8. п. н. е. –23. - Питодорида Понтска Филометра, удовица Полемона I
- 3.–17. - Полемон II, син Полемона I
- 23–38. - Антонија I Трифена, кћи Полемона I

## Реметалкиди
- 38–64. Полемон III (II) Филопатор, син Котиса VIII фракијског од 64. Понтијска краљивина је ушла у састав Римског царства као провинција Понт.